# Zaton Obrovački
Zaton Obrovački – wieś w Chorwacji, w żupanii zadarskiej, w gminie Jasenice. W 2011 roku liczyła 126 mieszkańców.